# St. John’s Maroon
Die St. John’s Maroon ist eine methodistische Kirche in Freetown, der Hauptstadt von Sierra Leone. Die Kirche wurde 1807, 1808 oder 1820 errichtet und gilt als eines der wichtigsten Nationalen Denkmäler des Landes.
Die Kirche wurde zum Teil während des Bürgerkriegs in Sierra Leone zwischen 1991 und 2002 zerstört. Sie wird auch heute noch als Gotteshaus und Kulturzentrum genutzt und ist durch ihre typische Form und die weiße Farbe einer jamaikanischen Kirche gekennzeichnet.

## Geschichte
Der Gründer der Kirche erhielt um 1820 eine Landzuteilung durch das britische Königshaus zwischen den Straßen Liverpool, Percival und Siaka Stevens. Der Name der Kirche ist auf die Maroons, die ersten etwa 550 befreiten jamaikanischen Sklaven zurückzuführen, die nach Sierra Leone übersiedelten. Die Kirche befindet sich in dem Freetowner Stadtteil Maroon Town.